# El Bajío, Durango
El Bajío är en ort i Mexiko.   Den ligger i kommunen Tamazula och delstaten Durango, i den centrala delen av landet, 1 000 km nordväst om huvudstaden Mexico City. El Bajío ligger 2 210 meter över havet och antalet invånare är 157.
Terrängen runt El Bajío är bergig åt nordväst, men åt sydost är den kuperad. El Bajío ligger uppe på en höjd. Runt El Bajío är det mycket glesbefolkat, med 6 invånare per kvadratkilometer. Närmaste större samhälle är Canelas, 19,2 km norr om El Bajío. I omgivningarna runt El Bajío växer huvudsakligen savannskog.